# Aeroporto militare di Kuwayris
L'Aeroporto militare di Kuwayris (in arabo مطار كويرس العسكري‎?, Maṭār Kuwayris al-ʿaskarī) si trova nel Governatorato di Aleppo tra al-Safīra a ovest e Deir Hafir ad est. È utilizzato principalmente come scuola di addestramento.
Durante la guerra civile siriana la base aerea di Kuwayris, sotto il comando del Generale di brigata Munzer Zammam fu assediata per più di due anni dallo Stato islamico finché fu liberata dall'Esercito arabo siriano nel novembre 2015 dopo una violenta offensiva.